# Juan Carlos Paz (futbolista)
Juan Carlos Paz (Montevideo, Uruguay, 17 de julio de 1958) es un exfutbolista y entrenador uruguayo. Su posición era mediocampista (aunque también se desempeñó en otras posiciones). Su carrera se inició en el Salus Fútbol Club (1974), posteriormente realizando distintos pasajes por el Montevideo Wanderers F.C. (equipo con el que más se lo identifica en Uruguay), Club Atlético Peñarol, y el Club Atlético Cerro. Tuvo una prolongada carrera internacional, identificado principalmente con Deportivo Toluca, en el cual se desempeñó como Capitán durante varias temporadas.

## Trayectoria como futbolista
Juan Carlos Paz desarrolló su carrera como jugador de fútbol en primera instancia en Uruguay, a la edad de 20 años deja su país natal, para realizar una prolongada carrera internacional, que lo llevó por distintos equipos de sud y centro América, finalizando la misma después de 18 años de carrera profesional, nuevamente en Montevideo, en el Club Atlético Cerro. 

### Primeros años
Comienza su actividad en Divisiones Formativas en el Salus Fútbol Club en 1974, tras un rápido destacado pasaje por las divisiones juveniles a la edad de 16 años debuta en Primera Divisiónal de Ascenso. En 1976 a la edad de 17 años pasa al Montevideo Wanderers F.C. donde debuta en la Primera Divisional. El siguiente año y medio Juan Carlos Paz se destaca como mediocampista en el Montevideo Wanderers F.C.. Era un jugador elegante, con muy buena presencia física en el medio de la cancha como centro medio y con muy buen manejo de ambos perfiles. Pegándole muy bien al balón con ambas piernas y con impacto en el juego por alto en el área rival. Generó importantes expectativas de los equipos principales de ese momento en Uruguay (Peñarol y Nacional) y algunos equipos del exterior, entre ellos el Toluca de México, al cual finalmente lo transfirió Wanderers en 130 000 dólares (lo cual para ese momento era una gran suma de dinero) y el Sao Paulo F.C.
En 1978 formó parte del grupo preseleccionado de la Selección Uruguaya Sub-20, para el Campeonato Mundial de Túnez. Finalmente quedó afuera del plantel porque, cosas de juventud, prefería ir a jugar con sus amigos al barrio, faltando a algunas prácticas ante lo cual el DT, Raúl Bentancour, lo dejó afuera y lo sustituyó por un volante del club Danubio

### El salto al exterior
En 1978 es transferido al C.D. Toluca del fútbol mexicano, en donde juega hasta 1986.
Hacia fines de 1986 tiene un breve pasaje por el equipo Atlético Nacional de Medellín (Colombia).
En 1987 juega en el C. A. Peñarol de Montevideo con el que participa en la Copa Libertadores de América, consagrándose campeón de dicho torneo. 
Juega apenas la primera fase clasificando a Peñarol a octavos de final y vuelve al fútbol mexicano, esta vez al equipo de Tigres de la UNANL, en donde juega por dos temporadas.

### Los últimos años
En 1990 retorna al fútbol uruguayo, nuevamente al Montevideo Wanderers F.C., donde se consagra campeón del Torneo Competencia.
En 1991 juega la liguilla Pre-Libertadores de América con el C. A. Peñarol.
Se retiró en 1992 jugando en el Club Atlético Cerro.

## Trayectoria como entrenador
1993		Montevideo Wanderers F.C. (Primera División)
1996		Cuarta y Quinta divisional del Club Atlético Cerro.
1997-1998 	Huracán del Paso de la Arena (Liga Metropolitana)
2003 – 2004	Coordinador de divisiones juveniles del Montevideo Wanderers F.C.
2005		Tercera División (Sub. 22) del Montevideo Wanderers F.C.. Participa como entrenador del Montevideo Wanderers F.C. en Torneo Internacional Punta Cup (Sub. 18).2014 Salus Futbol Club (Primera División).
- Datos: Q20180626